# Область целостности
Область целостности (или целостное кольцо, или область цельности или просто область) — понятие коммутативной алгебры: ассоциативное коммутативное кольцо без делителей нуля (произведение никакой пары ненулевых элементов не равно 0). 
Эта статья следует соглашению о том, что области целостности имеют мультипликативный нейтральный элемент, обычно обозначаемый как 1, но некоторые авторы не требуют, чтобы области целостности имели мультипликативный нейтральный элемент. 
Эквивалентное определение: область целостности — это коммутативное кольцо, в котором нулевой идеал {0} является простым. Любая область целостности является подкольцом своего поля частных.

## Примеры
- Пример области целостности — кольцо целых чисел {\displaystyle \mathbb {Z} }.
- Любое поле является областью целостности. С другой стороны, любая артинова область целостности есть поле. В частности, все конечные области целостности суть конечные поля.
- Кольцо многочленов с коэффициентами из некоторого целостного кольца также является целостным. Например, целостными будут кольцо {\displaystyle \mathbb {Z} [x]} многочленов одной переменной с целочисленными коэффициентами и кольцо {\displaystyle \mathbb {R} [x,y]} многочленов двух переменных с вещественными коэффициентами. Целостным является и кольцо формальных степенных рядов с коэффициентами из целостного кольца.
- Множество действительных чисел вида {\displaystyle a+b{\sqrt {2}}} есть подкольцо поля {\displaystyle \mathbb {R} }, а значит, и область целостности. То же самое можно сказать про множество комплексных чисел вида {\displaystyle a+bi}, где {\displaystyle a} и {\displaystyle b} целые (множество гауссовых целых чисел).
- Пусть {\displaystyle U} — связное открытое подмножество комплексной плоскости {\displaystyle \mathbb {C} }. Тогда кольцо {\displaystyle H(U)} всех голоморфных функций {\displaystyle f:U\rightarrow \mathbb {C} } будет целостным. То же самое верно для любого кольца аналитических функций, определённых на связном подмножестве аналитического многообразия.
- Если {\displaystyle K} — коммутативное кольцо, а {\displaystyle I} — идеал в {\displaystyle K}, то факторкольцо {\displaystyle K/I} целостное тогда и только тогда, когда {\displaystyle I} — простой идеал.

## Делимость, простые и неприводимые элементы
Пусть {\displaystyle a} и {\displaystyle b} — элементы целостного кольца {\displaystyle K}. Говорят, что «{\displaystyle a} делит {\displaystyle b}» или «{\displaystyle a} — делитель {\displaystyle b}» (и пишут {\displaystyle a\mid b}), тогда и только тогда, когда существует элемент {\displaystyle x\in K} такой, что {\displaystyle ax=b}.
Делимость транзитивна: если {\displaystyle a} делит {\displaystyle b} и {\displaystyle b} делит {\displaystyle c}, то {\displaystyle a} делит {\displaystyle c}. Если {\displaystyle a} делит {\displaystyle b} и {\displaystyle c}, то {\displaystyle a} делит также их сумму {\displaystyle b+c} и разность {\displaystyle b-c}.
Для кольца {\displaystyle K} с единицей делители единицы, то есть элементы {\displaystyle a\in K}, делящие 1, называются также (алгебраическими) единицами. Они и только они в {\displaystyle K} имеют обратный элемент, так что делители единицы называются также обратимыми элементами. Обратимые элементы делят все остальные элементы кольца.
Элементы {\displaystyle a} и {\displaystyle b} называются ассоциированными, если {\displaystyle a} делит {\displaystyle b} и {\displaystyle b} делит {\displaystyle a}. {\displaystyle a} и {\displaystyle b} ассоциированны тогда и только тогда, когда
{\displaystyle a=be}, где {\displaystyle e} — обратимый элемент.
Ненулевой элемент {\displaystyle q}, не являющийся единицей, называется неприводимым, если его нельзя разложить в произведение двух элементов, не являющихся обратимыми.
Ненулевой необратимый элемент {\displaystyle p} называется простым, если из того, что {\displaystyle p\mid ab}, следует {\displaystyle p\mid a} или {\displaystyle p\mid b}. Это определение обобщает понятие простого числа в кольце {\displaystyle \mathbb {Z} }, однако учитывает и отрицательные простые числа. Если {\displaystyle p} — простой элемент кольца, то порождаемый им главный идеал {\displaystyle (p)} будет простым. Любой простой элемент неприводим, но обратное верно не во всех областях целостности.

## Свойства
- Любое поле, а также любое кольцо с единицей, содержащееся в некотором поле, является областью целостности.
  - Обратно, любая область целостности может быть вложена в некоторое поле. Такое вложение даёт конструкция поля частных.
- Прямое произведение колец никогда не бывает областью целостности, так как единица первого кольца, умноженная на единицу второго кольца, даст 0.
- Тензорное произведение[англ.] целостных колец тоже будет целостным кольцом.
- Характеристика области целостности является либо нулём, либо простым числом.

## Вариации и обобщения
Иногда в определении области целостности не требуют коммутативности.
Примерами некоммутативных областей целостности являются тела, а также подкольца тел, содержащие единицу, например целые кватернионы.
Однако неверно, что любая некоммутативная область целостности может быть вложена в некоторое тело.